# Барделебен, Карл Генрих
Карл Генрих Барделебен (нем. Karl von Bardeleben; 7 марта 1849, Гиссен — 19 декабря 1919, Йена) — германский медик и анатом, сын хирурга Гейнриха Адольфа Барделебена.

## Биография
Медицинское образование получил в университетах Грайфсвальда, Гейдельберга, Берлина и Лейпцига; во время Франко-прусской войны 1870—1871 годов был ассистентом полевого хирурга. В 1871 году получил докторскую степень в области медицины в Берлинском университете, позже был ассистентом в Лейпциге, а с 1873 года прозектором в Йене; в 1878 году был назначен ординарным, а в 1898 году экстраординарным профессором анатомии в Йене. В 1899 году он был произведён в генералы медицинской службы. С 1883 года был членом Германской академии наук Леопольдина.
Барделебен написал очень большое число учёных трудов по анатомии и гистологии человека. С 1896 года издавал в девяти томах «Handbuch der Anatomie des Menschen». Основатель и сотрудник многих анатомических журналов.
Основные работы:
- «Beiträge zur Anatomie der Wirbelsäule» (Йена, 1874);
- «Anleitung zum Präparieren der Muskeln, Fascien und Gelenke» (Йена, 1882);
- «Anleitung zum Praeparieren auf dem Seciersaale» (1884).